# Gianni Macchia
Giovanni Macchia, bardziej znany jako Gianni Macchia (ur. 17 czerwca 1943 roku w Salsomaggiore Terme w regionie Emilia-Romania) – włoski aktor filmowy, teatralny i telewizyjny.

## Życiorys

### Wczesne lata
Urodził się i dorastał w Salsomaggiore Terme jako syn Jole Maccarini i Vito Felice, dyplomaty z Apulii, bliskiego współpracownika dyplomaty USA Fiorello la Guardiy, który był burmistrzem Nowego Jorku. Kiedy miał 6 lat wraz z rodziną przeniósł się do Bari, gdzie w 1962 roku ukończył studia na wydziale filozofii na Università degli Studi di Bari Aldo Moro. Uczęszczał także do Cut Bari (Centro Universitario Teatrale) i pracował w Radio Bari w programie niedzielym “La Caravella”.

### Kariera
W wieku 18 lat przybył do Rzymu. W 1964 roku zadebiutował w roli Estragona na scenie Teatro Apollo di Lecce w sztuce Samuela Becketta Czekając na Godota. Po raz pierwszy pojawił się na dużym ekranie w ekranizacji Franco Zeffirellego Poskromienie złośnicy (The Taming of the Shrew, 1967) Szekspira z Elizabeth Taylor i Richardem Burtonem. Rok potem wystąpił obok Ursuli Andress, Virny Lisi, Claudine Auger, Jeana-Pierre'a Cassela, Franka Wolffa, Mario Adorfa i Luciano Salce'a w komedii Luigi Zampy Sekrety wiernych żon (Le dolci signore, 1968).
Pierwszym sukcesem filmowym była rola ratownika Giancarlo w dramacie Dlaczego nie z tobą (Brucia ragazzo, brucia, 1969) obok Françoise Prevost. Grywał zwykle kochanka luksusowych i pięknych kobiet, m.in. w filmach: Er więcej - Romans i nóż (Er più: storia d'amore e di coltello, 1971), Krwawy piątek (Blutiger Freitag, 1972) z udziałem Amadeusa Augusta, Gdy miłość jest zmysłowa (Quando l'amore è sensualità, 1973) oraz Emmanuelle i niewolnice miłości (Emanuelle - Perché violenza alle donne?, 1977).

## Wybrana filmografia
- 1967: Poskromienie złośnicy (The Taming of the Shrew) - niewymieniony w czołówce
- 1968: Sekrety wiernych żon (Le dolci signore) - niewymieniony w czołówce
- 1969: Hamisha Yamim B'Sinai (La battaglia del Sinai) - niewymieniony w czołówce
- 1969: Brucia ragazzo, brucia jako Giancarlo, ratownik
- 1969: Amarsi male jako Carlo Tessari
- 1970: Una storia d'amore jako Franz
- 1970: La ragazza di nome Giulio jako Franco
- 1971: La casa delle mele mature
- 1971: Er più: storia d'amore e di coltello jako Augusto Di Lorenzo
- 1972: Fiorina la vacca jako Checco
- 1972: Morbosità
- 1972: Krwawy piątek (Blutiger Freitag) jako Luigi Belloni
- 1972: La mala ordina jako Nicolo
- 1973: Quando l'amore è sensualità
- 1975: Lo stallone jako Valerio
- 1975: Mala, amore e morte
- 1977: Emmanuelle i niewolnice miłości (Emanuelle - Perché violenza alle donne?) jako Emir
- 1979: Profumi e balocchi
- 1979: Sam et Sally jako Morelli
- 1980: Inferno jako John
- 1980: Vacanze per un massacro jako Sergio
- 1980: Zakładnicy (Traficantes de pánico) jako Franco
- 1989: Tradita a morte jako Michael
- 1990: Sensazioni d'amore
- 1990: Provocazione fatale